# Jedlina Zdrój (gromada)
Jedlina Zdrój – dawna gromada, czyli najmniejsza jednostka podziału terytorialnego Polskiej Rzeczypospolitej Ludowej w latach 1954–1972.
Gromady, z gromadzkimi radami narodowymi (GRN) jako organami władzy najniższego stopnia na wsi, funkcjonowały od reformy reorganizującej administrację wiejską przeprowadzonej jesienią 1954 do momentu ich zniesienia z dniem 1 stycznia 1973, tym samym wypierając organizację gminną w latach 1954–1972.
Gromadę Jedlina Zdrój z siedzibą GRN w Jedlinie Zdroju (wówczas wsi) utworzono – jako jedną z 8759 gromad na obszarze Polski – w powiecie wałbrzyskim w woj. wrocławskim, na mocy uchwały nr 30/54 WRN we Wrocławiu z dnia 2 października 1954. W skład jednostki wszedł obszar dotychczasowej gromady Jedlina Zdrój, Kamieńsk, Glinica, Suliszów i Olszyniec ze zniesionej gminy Jedlina Zdrój oraz większa część obszaru miejscowości Jedlinka o powierzchni 490 ha z dotychczasowej gromady Jedlinka ze zniesionej gminy Głuszyca – w tymże powiecie. Dla gromady ustalono 27 członków gromadzkiej rady narodowej.
13 listopada 1954, po pięciu tygodniach, gromadę Jedlina Zdrój zniesiono w związku z nadaniem jej statusu osiedla. 1 stycznia 1967 osiedle Jedlina Zdrój otrzymało status miasta (status gminy miejskiej, który posiada do dziś).